# Sinocalliopteryx

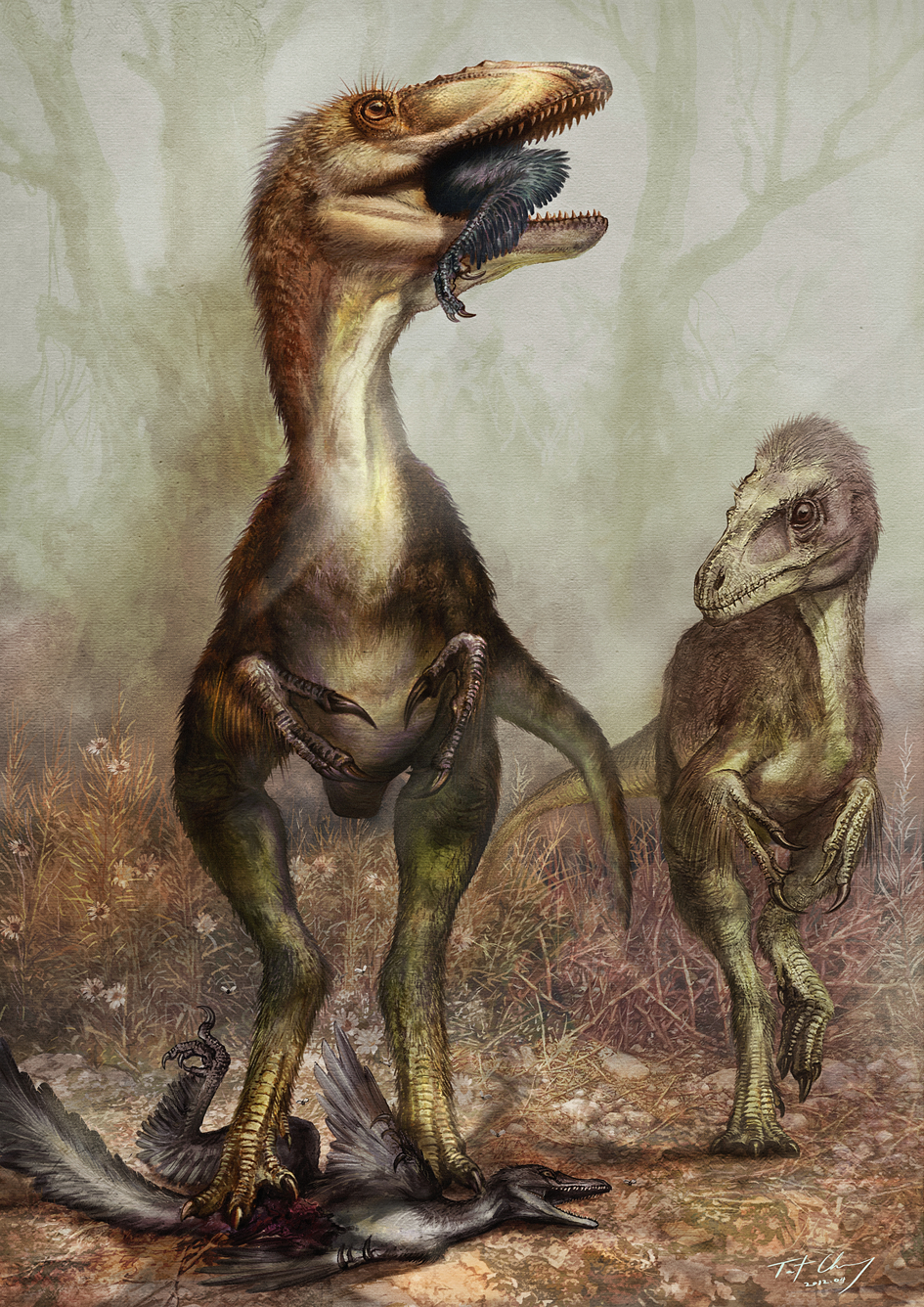
Художнє представлення

Sinocalliopteryx (що означає «китайське гарне перо») — рід хижих компсогнатідних тероподних динозаврів із нижньокрейдової формації Ісянь у Китаї (шари Цзяньшангоу, датовані 124,6 млн років). Хоча подібні до споріднених Huaxiagnathus, Sinocalliopteryx були більшими. Типовий екземпляр 2,37 метра в довжину в 2007 році був найбільшим відомим екземпляром Compsognathidae. У 2012 році повідомлялося про ще більший екземпляр.